# Hersilie

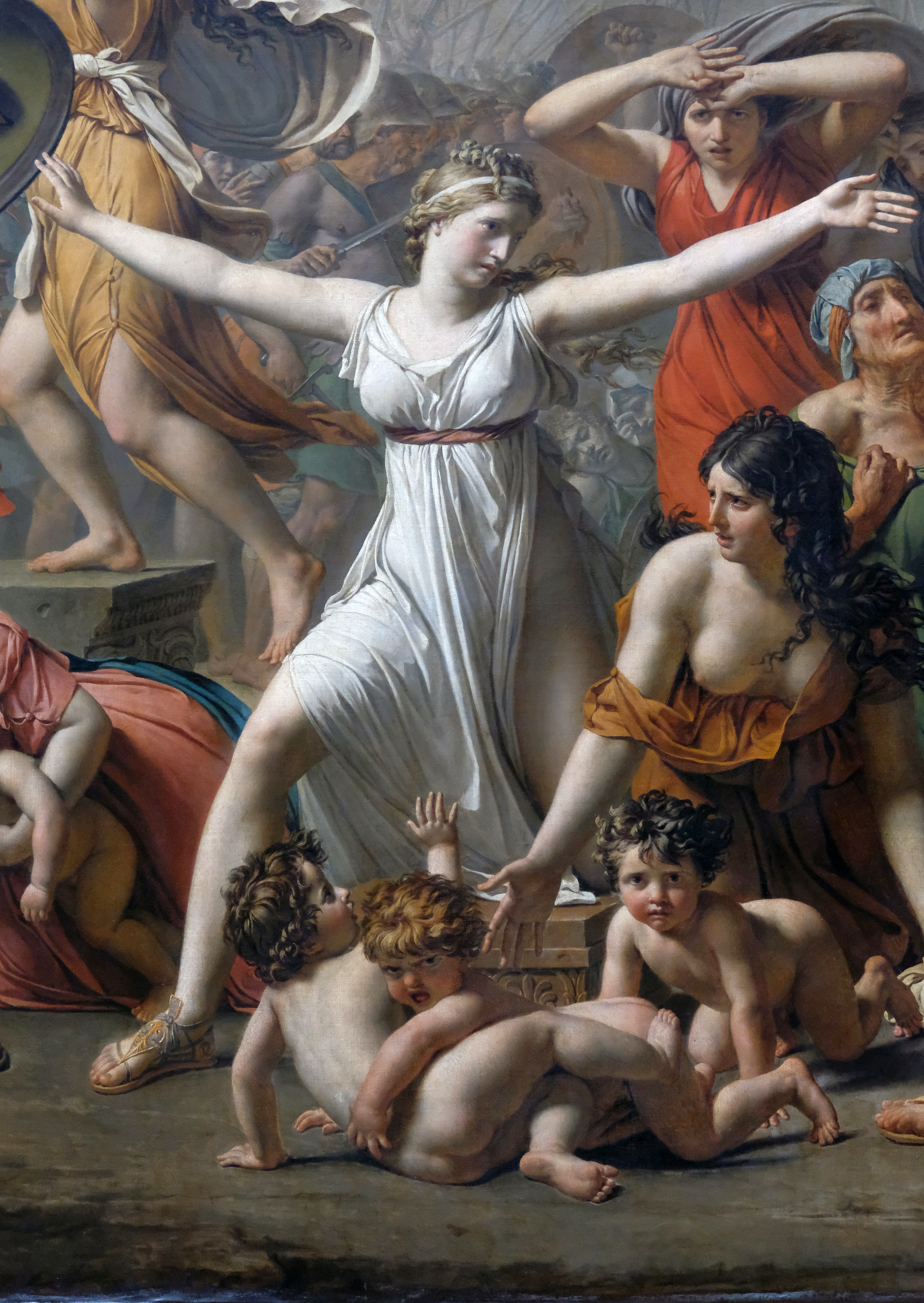
Hersilie.

Hersilie est une héroïne de la mythologie romaine, d'origine sabine.

## Histoire

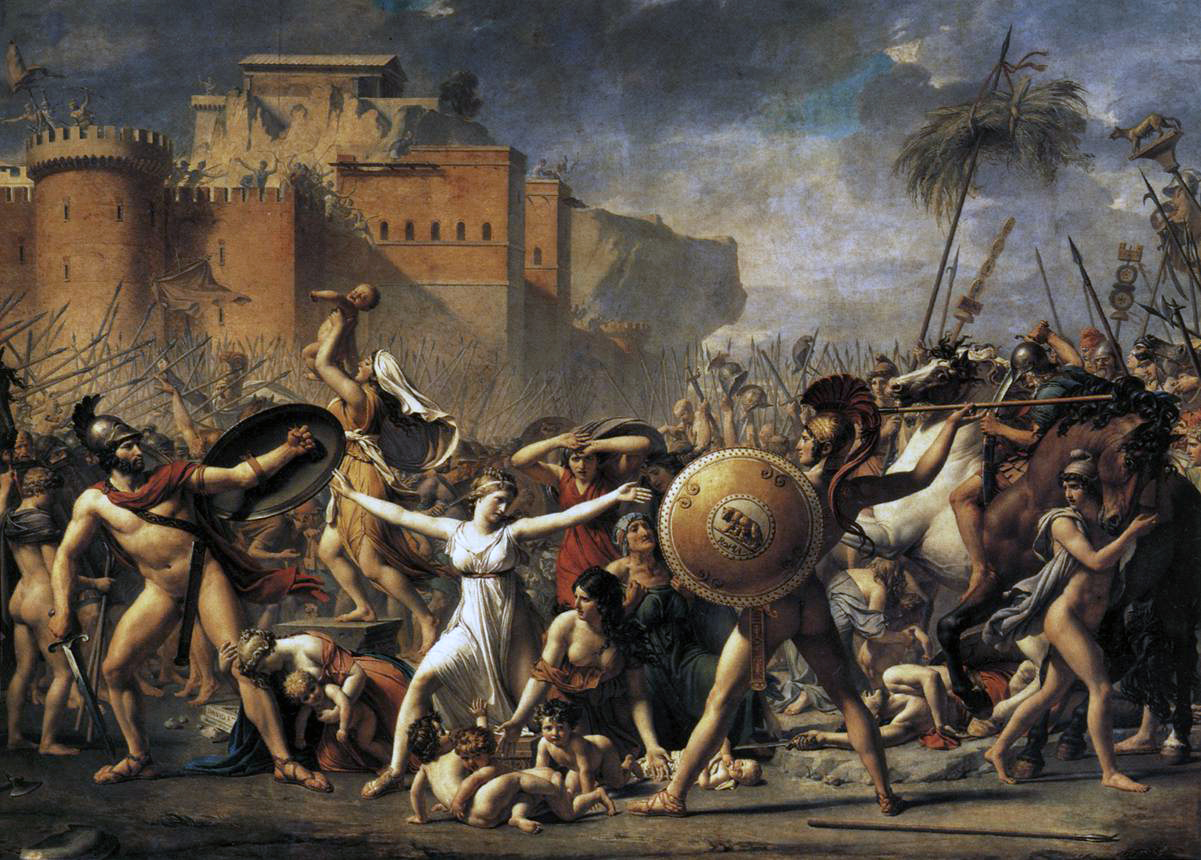
Hersilie, les bras en croix, sépare les Romains et les Sabins. Tableau de Jacques-Louis David, L'intervention des Sabines, 1799, Musée du Louvre, Paris.

Elle est, chez Tite-Live et Plutarque, l'une des Sabines enlevées par les Romains, qui épouse Romulus, le premier roi et fondateur de Rome. Tite-Live évoque son intervention en faveur de la paix entre les Romains et les Sabins . Cet épisode est le sujet d'un tableau de Jacques-Louis David intitulé L'Intervention des Sabines ou simplement Les Sabines.
Selon une autre tradition que rapporte également Plutarque, elle est plutôt l'épouse d'un champion romain de l'époque de Romulus nommé Hostilius, mort pendant la guerre entre les Romains et les Sabins. Elle serait selon cette version l'aïeule de Tullus Hostilius, qui fut roi de Rome après Numa Pompilius.
De même que Romulus sera divinisé (sous le nom de Quirinus), Hersilie, selon Ovide, grâce à la protection de Junon, rejoindra le séjour des dieux où elle prendra le nom de Hora.
Hersilie est mise en scène dans le livret d'opéra Romulus et Hersilie (Romolo ed Ersilia) de Métastase. Goethe donne également son nom à l'héroïne hésitante en amour, et finalement abandonnée par Félix, fils de Wilhelm Meister, dans Les Années de pèlerinage de Wilhelm Meister.

## Hommage
Hersilie est une des 1 038 femmes représentées dans l'œuvre contemporaine de Judy Chicago, The Dinner Party, aujourd'hui exposée au Brooklyn Museum. Cette œuvre se présente sous la forme d'une table triangulaire de 39 convives (13 par côté). Chaque convive étant une femme, figure historique ou mythique. Les noms des 999 autres femmes figurent sur le socle de l'œuvre. Le nom d'Hersilie figure sur le socle, elle y est associée à Sophie, sixième convive de l'aile I de la table.